# Centrophorus tessellatus
Centrophorus tessellatus é uma espécie de tubarão pertencente à familia Centrophoridae.